# PC12细胞

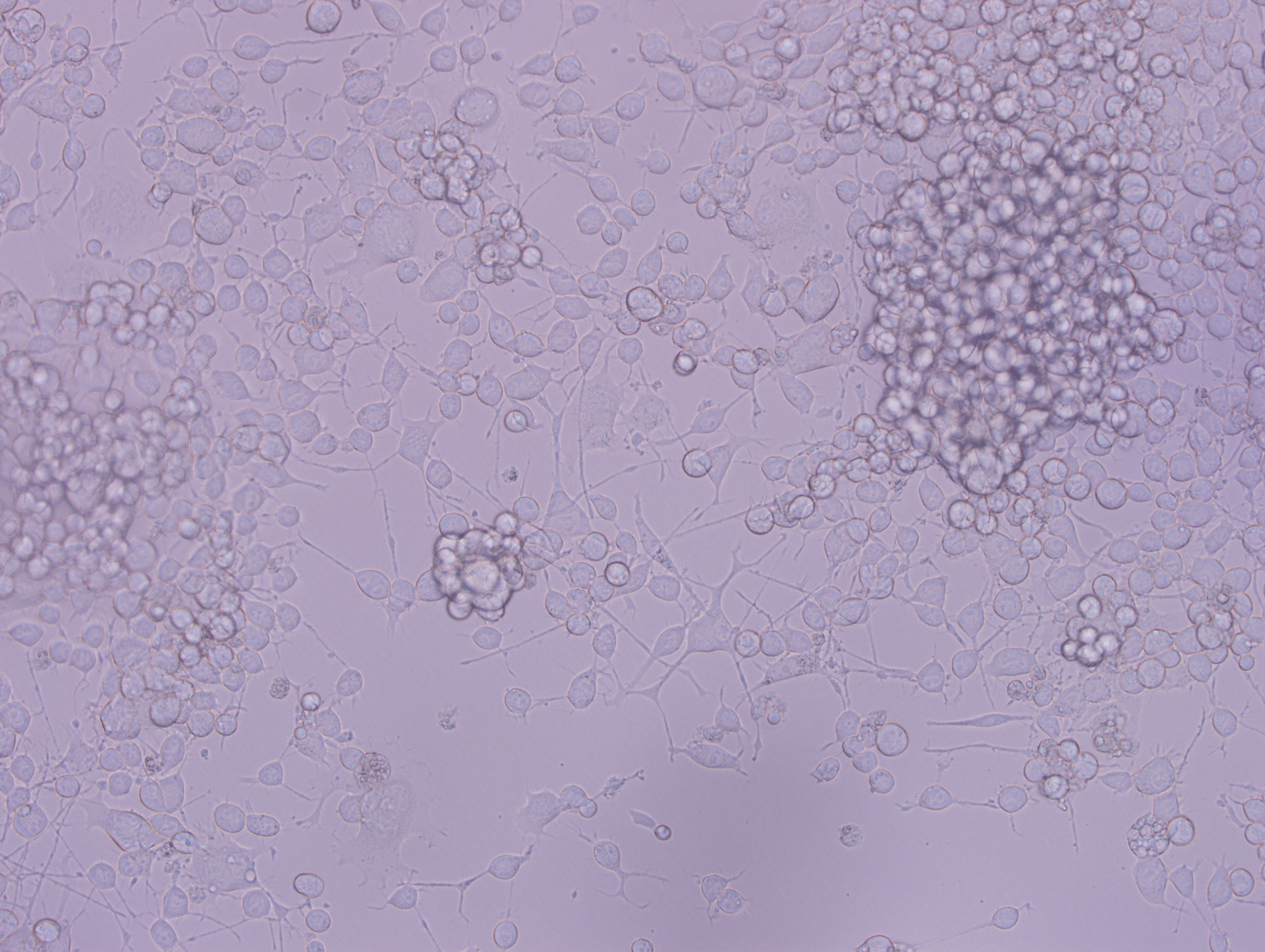
培养两天的PC12细胞

PC12是一株大鼠細胞系，来源于肾上腺髓质中的嗜铬细胞瘤细胞，1976年建立，带有胚胎发育中的神經脊细胞的性质。

## 外部連結
- Cellosaurus entry for PC12（页面存档备份，存于）